# Buckhead

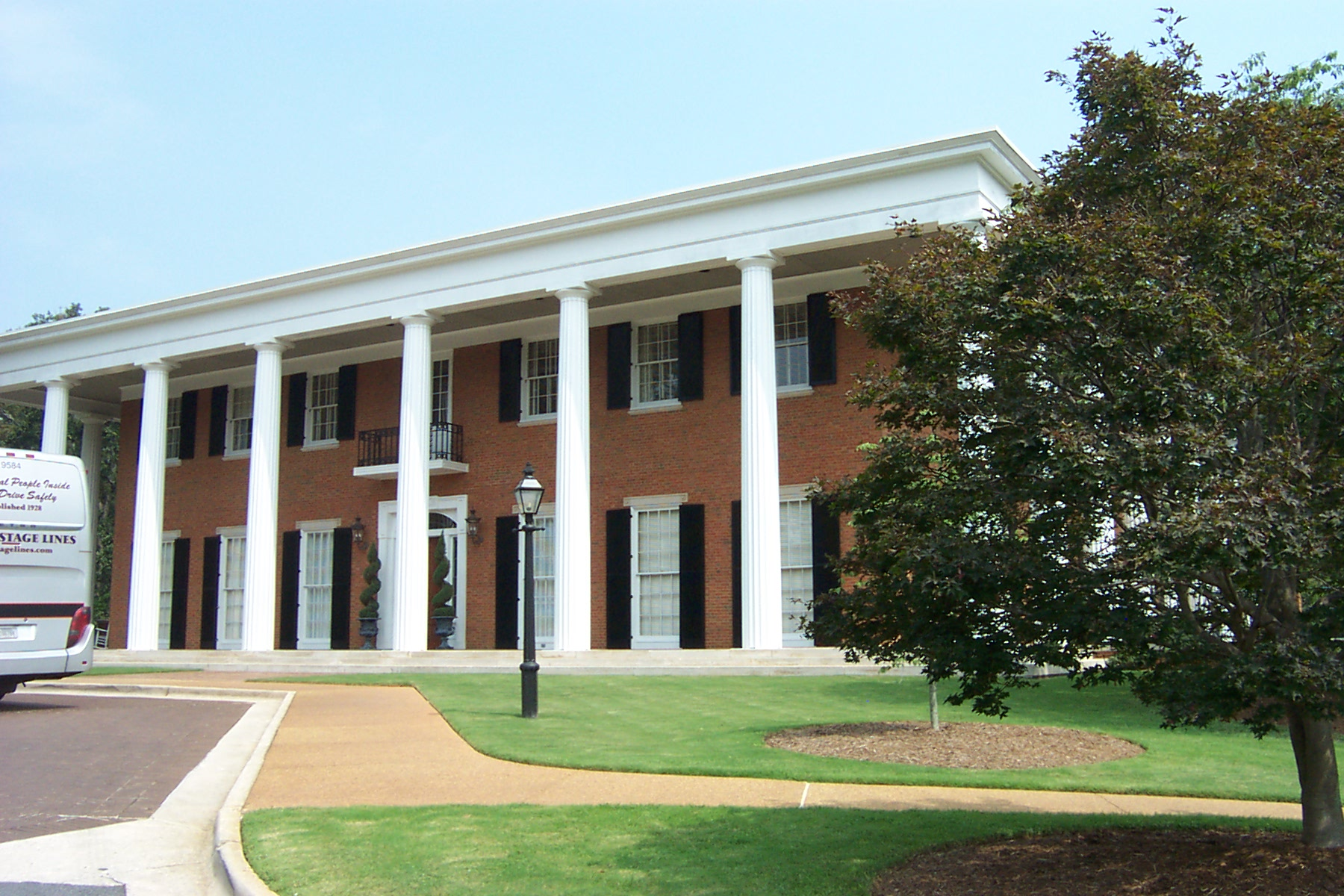
Mansión del gobernador de Georgia

Buckhead (oficialmente: Buckhead Community) es la parte septentrional de la ciudad de Atlanta, Georgia, Estados Unidos, con una población de 77.101 (en 2010, 18% de la población total de la ciudad). Contiene con 72 km² un quinto del territorio de la ciudad. Aproximadamente 80% de los residentes es blanco, comparado con 38% en la ciudad en su totalidad, y con 55% para la área metropolitana de Atlanta.
Buckhead forma, junto con el centro de Atlanta y Midtown Atlanta, un centro principal de negocios; Buckhead tiene 1,9 millones de m² de despachos y así es un principal centro financiero del sur de los EE. UU.. El corazón de Buckhead consiste de torres de despachos y apartamentos y de dos centros comerciales, Lenox Square y Phipps Plaza, todos a lo largo del gran bulevar Peachtree Road. Alrededor de este corazón están zonas tranquilas y verdes, casi forestales, que consisten en su mayoría de casas grandes o más bien, mansiones. Aquí viven la gente más rica de Atlanta al lado de muchas estrellas de hip hop, de rap y del deporte profesional.
A veces le llaman a Buckhead "Beverly Hills of the East" o "Beverly Hills of the South" por su riqueza.